# Guernica (film, 1978)
Pour les articles homonymes, voir Guernica (homonymie).
Pour plus de détails, voir Fiche technique et Distribution.
Guernica est un court métrage du cinéaste serbe Emir Kusturica, sorti en 1978, dans le cadre de son diplôme de fin d'études.
Guernica, drame douloureux de 25 minutes en noir et blanc sur l'antisémitisme, adopte le point de vue interne d'un petit garçon.
Ce film obtient le Premier Prix du cinéma étudiant du Festival international du film de Karlovy Vary.

## Fiche technique
- Réalisateur : Emir Kusturica
- Scénario : Antonije Isaković, Emir Kusturica et Pavel Sykora
- Tourné en République tchèque
- Format : noir et blanc
- Durée : 25 minutes
- Son : Mono
- Producteur : FAMU

## Distribution
- Karel Augusta
- Peter Krsak
- Borík Procházka
- Hana Smrckovà
- Miroslav Vydlák